# لوکووو (کورشوملییا)
لوکووو (به صربی: Lukovo) یک منطقهٔ مسکونی در صربستان است که در ناحیه توپلیکا واقع شده‌است. لوکووو ۲۵٫۵۱ کیلومتر مربع مساحت و ۲۷۵ نفر جمعیت دارد و ۶۸۱ متر بالاتر از سطح دریا واقع شده‌است.